# Destrangis (àlbum)
Destrangis és el segon disc del duo català Estopa que es va publicar el 2001, i va vendre més de 2.000.000 còpies. El 2002, es va publicar la reedició Más Destrangis, que conté un total de 16 cançons, de les quals, tres són inèdites a la primera versió de Destrangis.

## Llista de cançons
| Núm. | Títol                     | Durada |
| ---- | ------------------------- | ------ |
| 1.   | «Vino tinto»              | 3:19   |
| 2.   | «Luna lunera»             | 3:49   |
| 3.   | «Destrangis in the night» | 3:28   |
| 4.   | «Demonios»                | 3:45   |
| 5.   | «Jardín del olvido»       | 3:43   |
| 6.   | «El Blade»                | 3:13   |
| 7.   | «Te vi te vi»             | 4:08   |
| 8.   | «Nasio pa' la alegría»    | 3:27   |
| 9.   | «Vuelvo a las andadas»    | 3:56   |
| 10.  | «Ke pasa!?»               | 3:20   |
| 11.  | «Partiendo la pana»       | 4:00   |
| 12.  | «Mi primera cana»         | 1:36   |
| 13.  | «Ojitos rojos» (Directo)  | 4:24   |

| Núm. | Títol                    | Durada |
| ---- | ------------------------ | ------ |
| 14.  | «El yonki» (Directo)     | 3:09   |
| 15.  | «Madre» (Directo)        | 4:50   |
| 16.  | «Quieto parao» (Inédito) | 2:59   |
| 17.  | «Rumba Triste» (Inédito) | 2:34   |

## Posició en llistes
| Llistes (2001)       | Amillor posició |
| -------------------- | --------------- |
| Espanya (PROMUSICAE) | 1               |

## Certificacions
| País    | Organisme certificador | Certificació | Vendes certificades | Ref   |
| ------- | ---------------------- | ------------ | ------------------- | ----- |
| Espanya | PROMUSICAE             | 5x Platí     | 500.000             | [ 2 ] |